# Salustiano Masó
Salustiano Masó Simón (Alcalá de Henares, 26 de junio de 1923, - Granada, 30 de septiembre de 2024),conocido como Salustiano Masó, fue un poeta y traductor español.

## Biografía
Salustiano Masó Simón nació en Alcalá de Henares, concretamente en la Calle de la Imagen, en el año 1923, en el seno de una familia republicana. Tras el final de la Guerra civil y con el comienzo de la dictadura, ocupó diversos trabajos: fue peón de albañil, trabajador del zoo en la Casa de Fieras del Retiro, guardia de tráfico de Madrid o conserje, entre otros. Comenzó a escribir y a traducir, y fue amigo de Antonio Buero Vallejo y de Juan Eduardo Zúñiga, entre otros.

## Obra
Publicó su primer poemario, Contemplación y aventura, accésit del Premio Adonáis, en 1956. En 1960 obtuvo otro accésit Adonáis con Historia de un tiempo futuro. Fue Premio Guipúzcoa en 1962 con Jaque mate, publicado en San Sebastián.
Otros títulos posteriores son: La pared, Canto para la muerte, Como un hombre de tantos, La música y el recuerdo, Piedra de escándalo, todos ellos con premios o distinciones que permitieron su publicación en la década de los 60.
Ya en los 70 dio a la imprenta Coro concertado, La bramadera, Pentagrama sin pájaros, Amor y viceversa, Ejercicios de contrapunto, Una vasta elegía, Canción de lo tachado, Unas palabras donde vivir, casi todos con galardones que facilitaron su publicación.
Al filo de los 80 publicó Así es Babilonia (ganador del Premio Miguel Hernández de poesía,) y Las glosas del oscuro (Premio Ciudad de Badajoz), y en 1986 el Premio Ciudad de Irún con Don de fábula, publicado en San Sebastián. Poesía escogida (El Bardo, 1983), Obra rememorada (Libertarias-Prodhufi 1991) y Clamor a fondo perdido (Libertarias-Prodhufi 1995) son tres antologías de su obra. En 1995 publicó Final de partida (Premio de Poesía Cáceres, Patrimonio de la Humanidad), y en el año 2010 ganó el primer Premio de la Editorial Poesía eres tú por Metafísica creativa.

### Libros de poesía
Publicó en total veintidós poemarios:
- Contemplación y aventura (1957)
- Historia de un tiempo futuro (1960)
- Jaque mate (1962)
- La pared (1967)
- Canto para la muerte (1968)
- Como un hombre de tantos (1968)
- La música y el recuerdo (1969)
- Piedra de escándalo (1970)
- Coro concertado Archivado el 27 de marzo de 2010 en Wayback Machine. (1971)
- La bramadera (1971)
- Pentagrama sin pájaros (1973)
- Ejercicios de contrapunto (1974)
- Amor y viceversa (1976)
- Una vasta elegía (1976)
- Canción de lo tachado (1977)
- Unas palabras donde vivir (1978)
- Así es Babilonia (1978)
- Las glosas del oscuro (1981)
- Don de fábula (1986)
- Orfeo o el silencio (2002)
- Final de partida (1995)
- Metafísica recreativa (2010)

### Antologías
- Poesía escogida (1983)
- Obra rememorada (1991)
- Clamor a fondo perdido (1995)
- El afán y los límites (2014)
- El tiempo que era mío (2025)

## Memorias
- La batalla de vivir (1923-1950). Memorias (2013)

## Traducciones
En su faceta de traductor, Salustiano Masó obtuvo, entre otros reconocimientos, el Premio Mundial Nathorst-Unesco por el conjunto de su obra como traductor literario (1993), así como dos premios nacionales de traducción, en 1986 el Premio Nacional de traducción de Literatura Infantil y Juvenil por "El viento en los sauces", y en 1996 el Premio Nacional de Traducción al conjunto de su obra.
Desde marzo de 2023, su obra y su legado literario y bibliográfico forma parte del archivo de la Fundación Jorge Guillén, en Valladolid.[cita requerida]

## Familia
Salustiano Masó es padre del escultor y catedrático de la Universidad de Granada Alfonso Masó y tío del ilustrador Albertoyos (Alberto de Hoyos Masó), cuya obra ilustrada está dedicada, en gran parte, a la literatura infantil y juvenil.

## Premios
- Premio de literatura infantil durante la guerra civil (1936) por un cuento titulado "El fin de la opresión".
- Accésit del Premio Adonáis de Poesía por Contemplación y aventura (1956)
- Accésit del Premio Adonáis de Poesía por Historia de un tiempo futuro (1960)
- Premio Guipúzcoa en 1962 con Jaque mate
- Premio Leopoldo Panero en 1966 por Canto a la muerte (1968)
- Finalista del Premio Leopoldo Panero por Ejercicio de Contrapunto (1974)
- Premio Ciudad de Badajoz por Las glosas del oscuro
- Premio Internacional de Poesía Miguel Hernández[9] por Así es Babilonia (1978)
- Premio Ciudad de Irún por Don de fábula (1986)
- Premio Nacional de Traducción de Literatura Infantil y Juvenil por la obra "El viento en los sauces" (1986)
- Premio Mundial de Traducción Literaria Nathorst-Unesco por el conjunto de su obra literaria (1993)[10]
- Premio de Poesía Cáceres, Patrimonio de la Humanidad por Final de partida (1995)
- Premio Nacional de Traducción al conjunto de su obra (1996)
- Primer Premio de la Editorial Poesía eres tú[11] por Metafísica recreativa[7] (2010)